# Стара Казьмерка
Стара Казьмерка (пол. Stara Kaźmierka) — село в Польщі, у гміні Хоч Плешевського повіту Великопольського воєводства.
Населення — 166 осіб (2011).
У 1975-1998 роках село належало до Каліського воєводства.

## Демографія
Демографічна структура станом на 31 березня 2011 року:
|          | Загалом | Допрацездатний вік | Працездатний вік | Постпрацездатний вік |
| -------- | ------- | ------------------ | ---------------- | -------------------- |
| Чоловіки | 82      | 18                 | 56               | 8                    |
| Жінки    | 84      | 18                 | 54               | 12                   |
| Разом    | 166     | 36                 | 110              | 20                   |